# Xã Eden, Quận Codington, South Dakota
Xã Eden (tiếng Anh: Eden Township) là một xã thuộc quận Codington, tiểu bang Nam Dakota, Hoa Kỳ. Năm 2010, dân số của xã này là 98 người.